# جون ستيوارت (سياسي كندي مواليد 1752)
جون ستيوارت هو سياسي كندي، ولد في 1752، وتوفي في 15 يناير 1835. انتخب عضو مجلس نواب نوفا سكوشا.